# Emmanuel Lê Phong Thuận
Emmanuel Lê Phong Thuận (ur. 2 grudnia 1930 w Chợ Mới, zm. 17 października 2010 w Cần Thơ) – wietnamski duchowny rzymskokatolicki, biskup Cần Thơ.

## Biografia
W 1938 wstąpił do Niższego Seminarium Duchownego Cù Lao Giêng, a w 1945 do Niższego Seminarium Duchownego w Phnom Penh. W 1952 podjął studia w Wyższym Seminarium Duchownym w Sajgonie, po których ukończeniu, 31 maja 1960 z rąk wikariusza apostolskiego Cần Thơ bpa Paula Nguyễna Văna Bìnha przyjął święcenia prezbiteriatu i został kapłanem wikariatu apostolskiego Cần Thơ. Następnie pracował jako nauczyciel w niższym seminarium duchownym.
W latach 1964-1970 studiował w Rzymie i Niemczech, gdzie uzyskał tytuł doktora prawa kanonicznego. Po powrocie do Wietnamu Południowego wykładał w wyższych seminariach duchownych w Vĩnh Long i Sajgonie do czasu nominacji biskupiej.
6 czerwca 1975 papież Paweł VI mianował go koadiutorem biskupa Cần Thơ oraz biskupem tytularnym abthugnijskim. Tego samego dnia w katedrze w Cần Thơ przyjął sakrę biskupią z rąk biskupa Cần Thơ Jacquesa Nguyễna Ngọc Quanga.
20 czerwca 1990 zmarł bp Nguyễn Ngọc Quang. Tym samym bp Lê Phong Thuận został biskupem Cần Thơ. Urząd ten sprawował do śmierci. Zmarł 17 października 2010 w pałacu biskupim w Cần Thơ z powodu podeszłego wieku.